# Блох, Роман Юрьевич
Рома́н Ю́рьевич Блох (22 ноября 1986, Гродно, Белоруссия) — белорусский хоккеист, нападающий ХК «Лида» (Лида).
Воспитанник хоккейной школы «Неман» (Гродно). Выступал за ХК «Гомель», ХК «Витебск», ХK «Гомель-2», ХК «Химволокно Могилёв 2», хоккейный клуб «Могилёв» (Могилёв), «Динамо» (Харьков), с 2013 нападающий ХК «Лида» (Лида).
В составе молодежной сборной Беларуси по хоккею с шайбой участвовал в чемпионатах мира 2005 и 2006 (дивизион I). В составе юниорской сборной Беларуси — участник чемпионатов мира 2003 и 2004 гг.